# Evelyn De Morgan
Mary Evelyn Pickering, conosciuta con il cognome da coniugata De Morgan (Londra, 30 agosto 1855 – Londra, 2 maggio 1919), è stata una pittrice preraffaellita britannica.

## Biografia
Nata da genitori dell'alta borghesia, fu educata in casa e iniziò a ricevere lezioni di pittura all'età di 15 anni. La mattina del suo diciassettesimo compleanno, annotò sul diario: «L'arte è eterna, ma la vita è breve…», «Ora vi porrò rimedio, non ho un momento da perdere». Cercò di convincere i genitori a mandarla a una scuola di arte; dapprima la dissuasero, ma poi, nel 1873, la iscrissero alla Slade School of Fine Art. Suo zio, John Roddam Spencer Stanhope, pittore preraffaellita, influenzò molto le sue opere. Evelyn gli fece spesso visita nella sua villa a Bellosguardo nel fiorentino, dove viveva. Ciò le permise tra l'altro di studiare i grandi artisti del Rinascimento, tra i quali rimase particolarmente colpita da Botticelli. Ciò la spinse a discostarsi dai soggetti classici incoraggiati alla Slade per ideare un proprio stile personale influenzato dallo spiritismo a cui attinse, probabilmente dopo il matrimonio nel 1887 con il ceramista e novellista William De Morgan, collaboratore di William Morris e figlio di Sophia E. De Morgan scrittrice di From Matter to Spirit (1863).
Con lui sviluppò le sperimentazioni di scrittura automatica che spesso accompagnavano le ricerche dei suoi dipinti.
I coniugi De Morgan vissero insieme tra Londra e Firenze per quasi tutta la prima decade novecentesca, finché non sopraggiungesse la prima guerra mondiale e al trasferimento in Inghilterra seguì la morte di William nel 1917. Evelyn lo seguì due anni dopo, il 2 maggio 1919, a Londra, e fu sepolta nel Brookwood Cemetery, vicino a Woking, nella contea del Surrey.
Gran parte dei suoi lavori, grazie all'opera della sorella Anna Marie Diana Wilhelmina Pickering-Stirling, sono conservati a Wandsworth, Londra, presso la De Morgan Foundation.

## Opere
- Tobias and the Angel (1875)
- Cadmus and Harmonia (1877)
- Ariadne at Naxos (1877)

Night and Sleep - Evelyn de Morgan (1878)

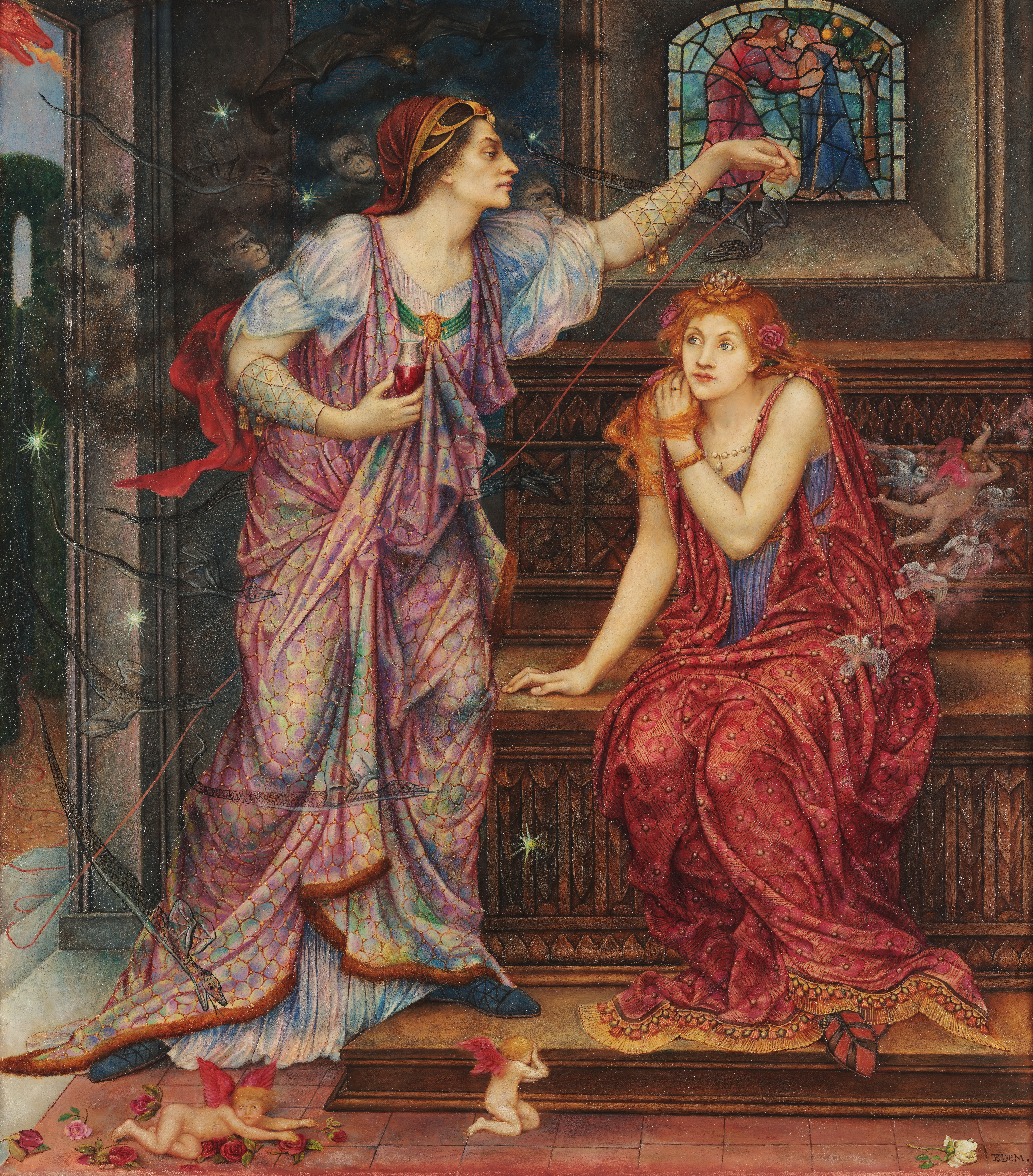
Queen Eleanor & Fair Rosamund

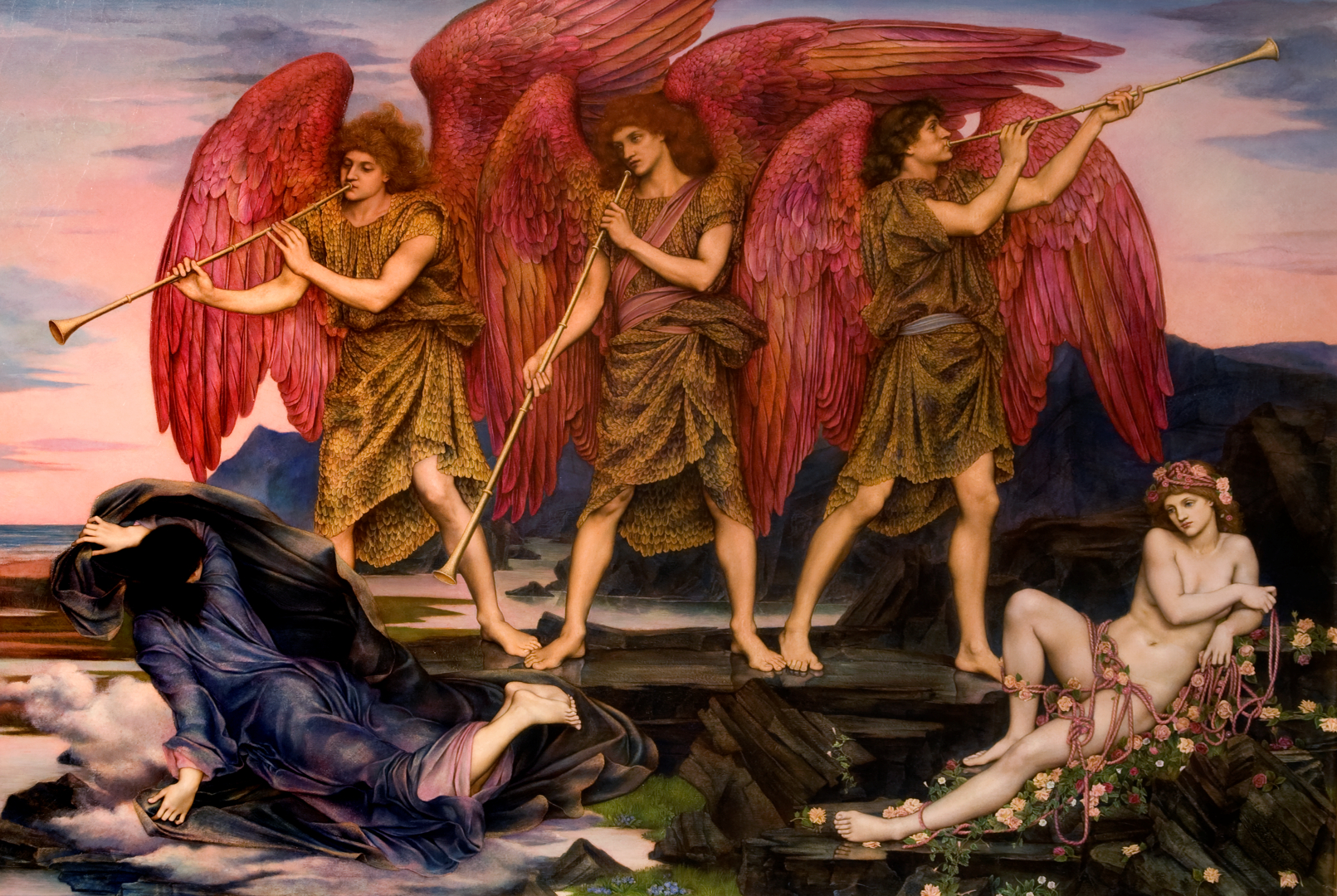
Aurora Triumphans

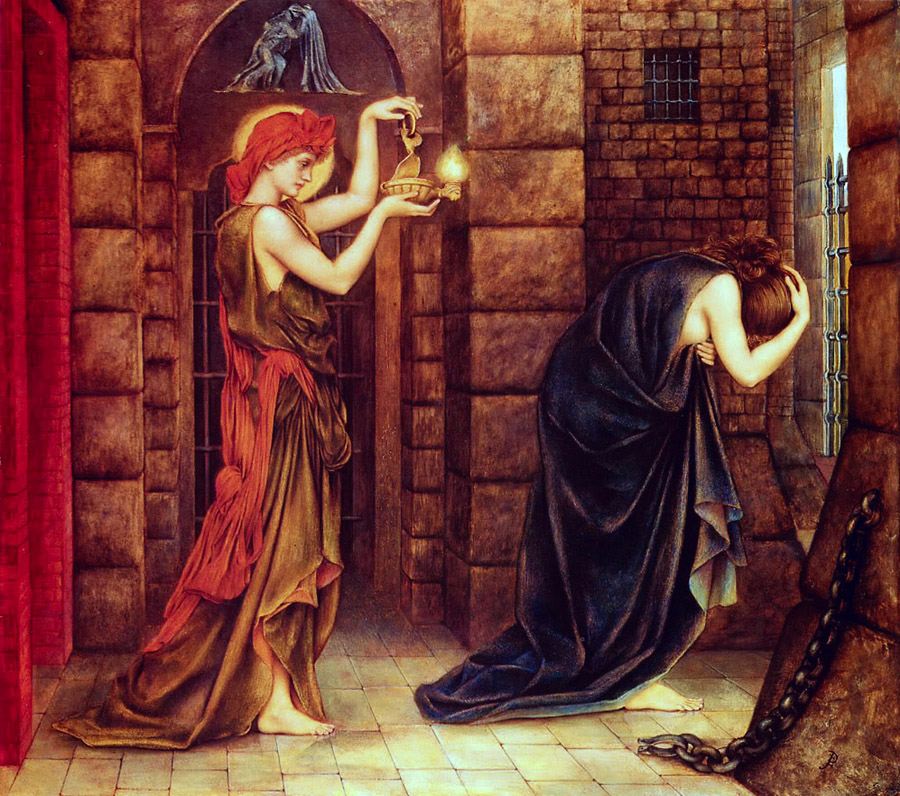
Hope in a Prison of Despair

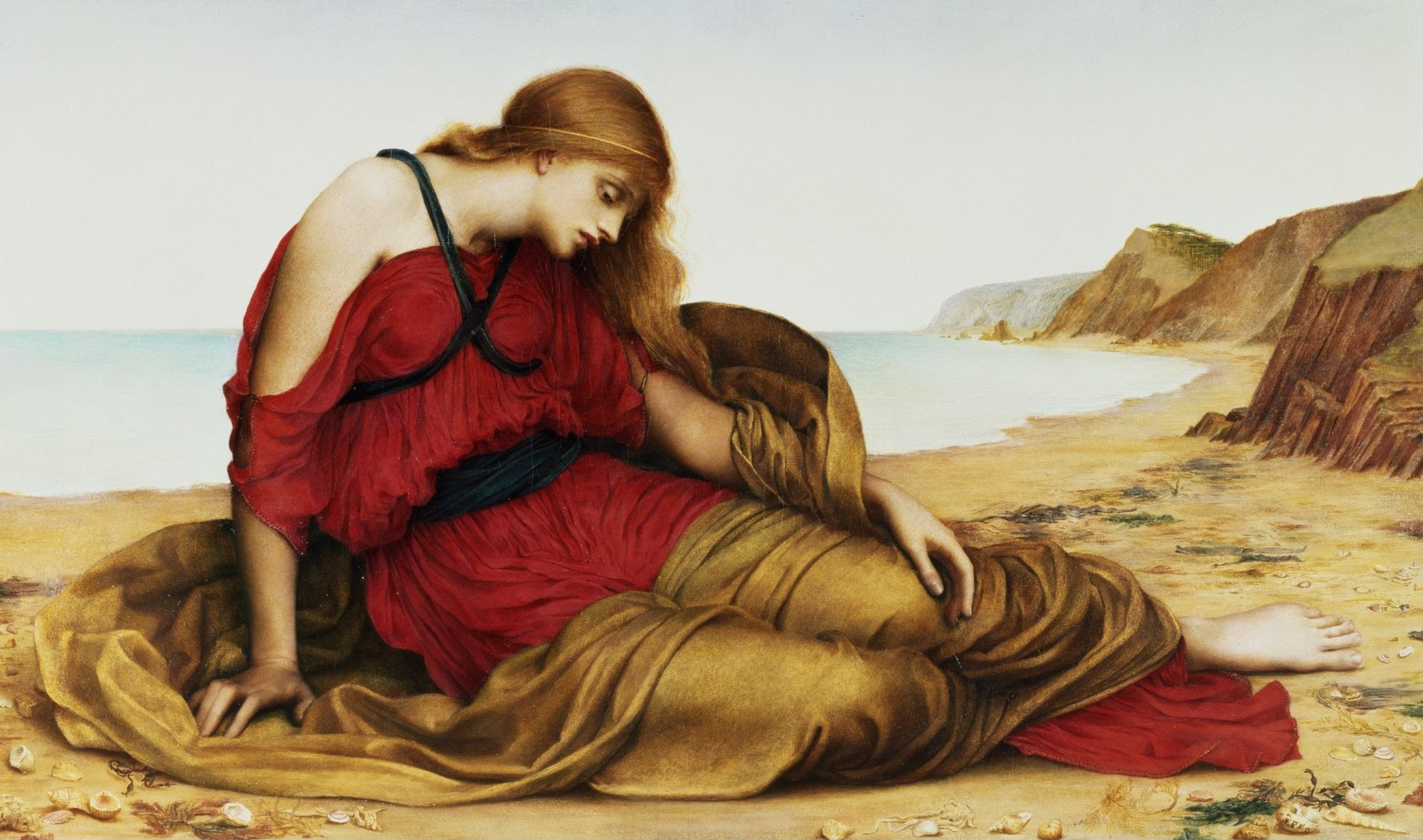
Ariadne in Naxos, by Evelyn De Morgan, 1877

- Aurora Triumphans (1877–1878), Russell-Cotes Museum, Bournemouth.
- Night and Sleep (1878)
- Goddess of Blossoms & Flowers (1880)
- The Grey Sisters (1880–81)
- Phosphorus and Hesperus (1882)
- By the Waters of Babylon (1882–83)
- Sleep and Death, the Children of the Night (1883)
- Salutation or The Visitation (1883)
- Love's Passing (1883–1884)
- Dryad (1884–85)
- Luna (1885)
- The Sea Maidens (1885–86)
- Hope in a Prison of Despair (1887)
- The Soul's Prison House (1888)
- Love, the Misleader (1889), private collection.
- Medea (1889), Williamson Art Gallery, Birkenhead.
- Angel of Death (1890), private collection.
- The Garden of Opportunity (1892)
- Life and Thought Emerging from the Tomb (1893), Walker Art Gallery, Liverpool.
- Flora (1894)
- Eos (1895), Columbia Museum of Art, Columbia, South Carolina.
- The Undiscovered Country, Columbia Museum of Art, Columbia, South Carolina
- Lux in Tenebris (1895)
- Boreas and Oreithyia (1896)
- Earthbound (1897)
- Angel of Death (1897), private collection.
- Helen of Troy (1898)
- Cassandra (1898)
- The Valley of Shadows (1899)
- The Storm Spirits (1900)
- The Poor Man who Saved the City (1901)
- The Love Potion (1903)
- The Cadence of Autumn (1905)
- Queen Eleanor & Fair Rosamund (1905)
- Death of a Butterfly (c.1905–10)
- Demeter Mourning for Persephone (1906)
- Port after Stormy Seas (1905)
- The Hour-Glass (1905)
- The Prisoner (1907)
- Our Lady of Peace (1907)
- The Worship of Mammon (1909)
- Death of the Dragon (1914)
- The Vision (1914), private collection.
- The Red Cross (1918)
- The Gilded Cage (1919)
- Deianera (unknown)
- The Kingdom of Heaven Suffereth Violence

## Dipinti

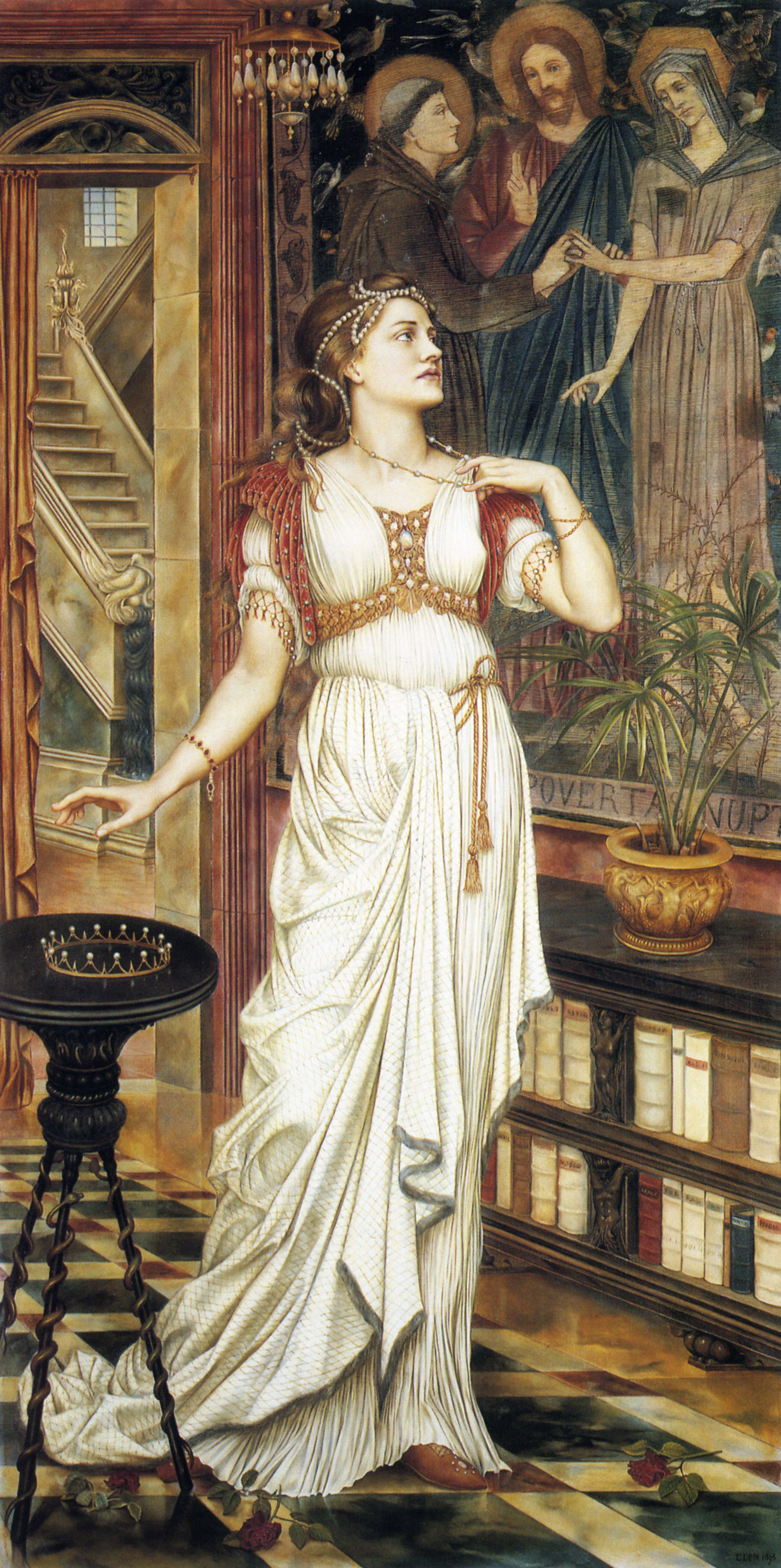
The Crown of Glory
Flora
Helen of Troy
Cassandra
Cadmus and Harmonia
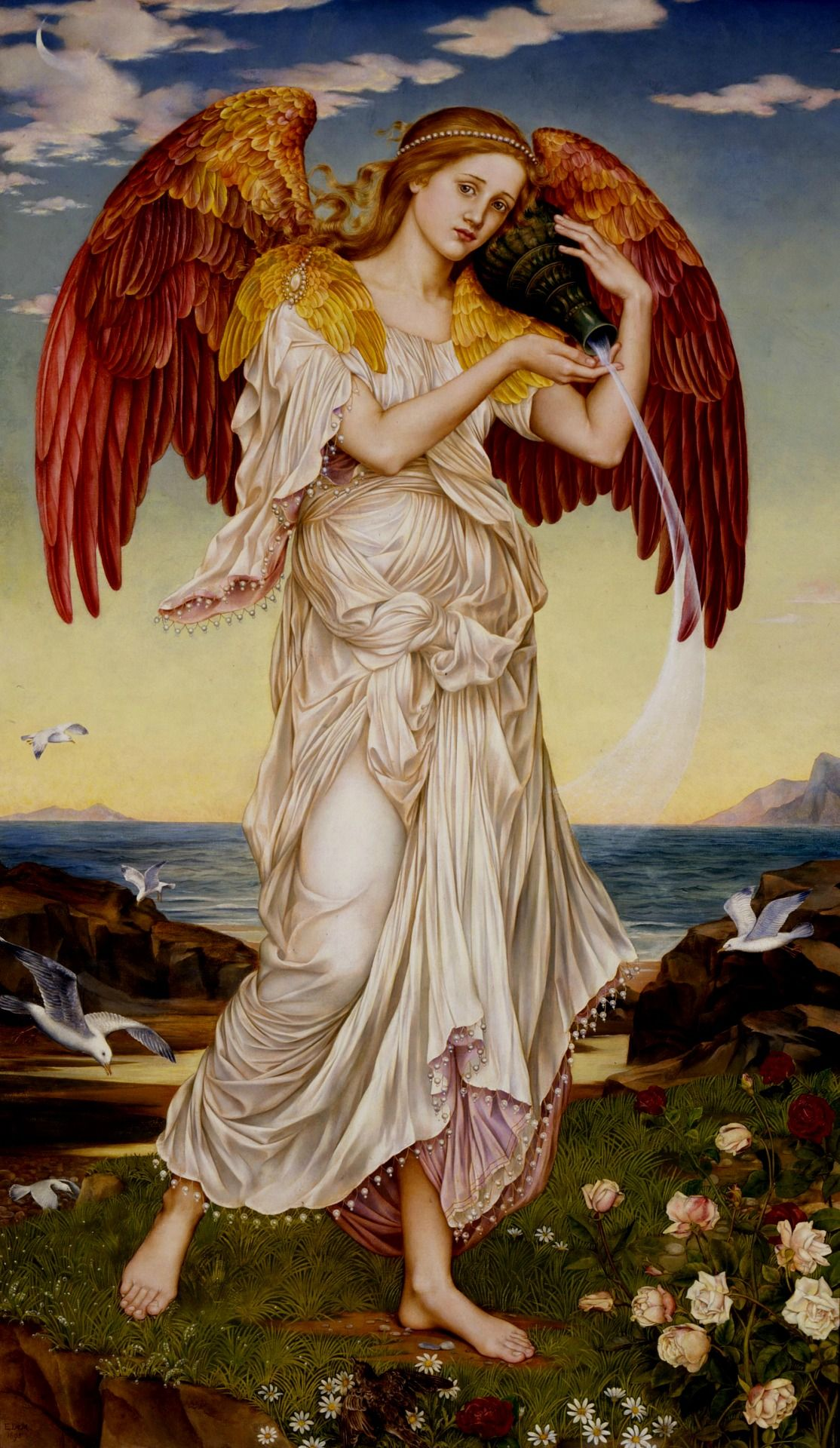
Eos
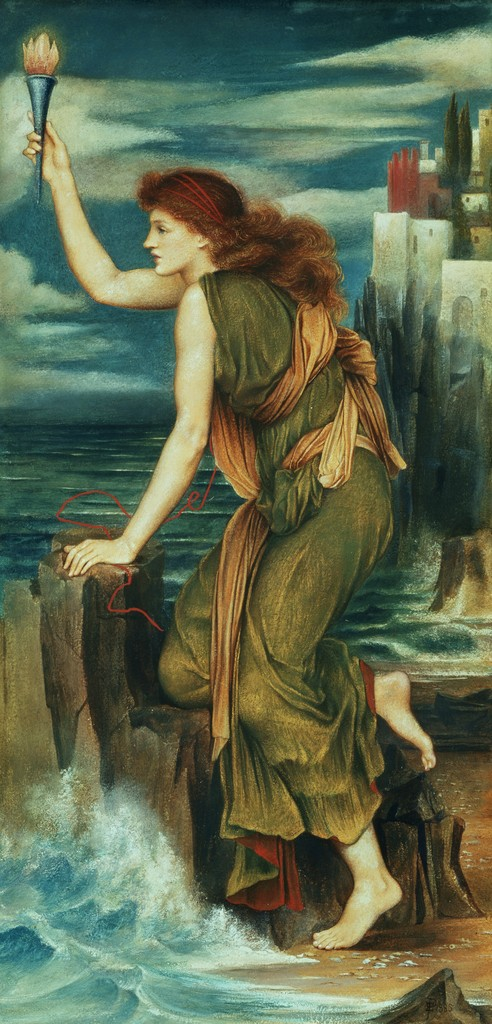
Hero Holding the Beacon for Leander
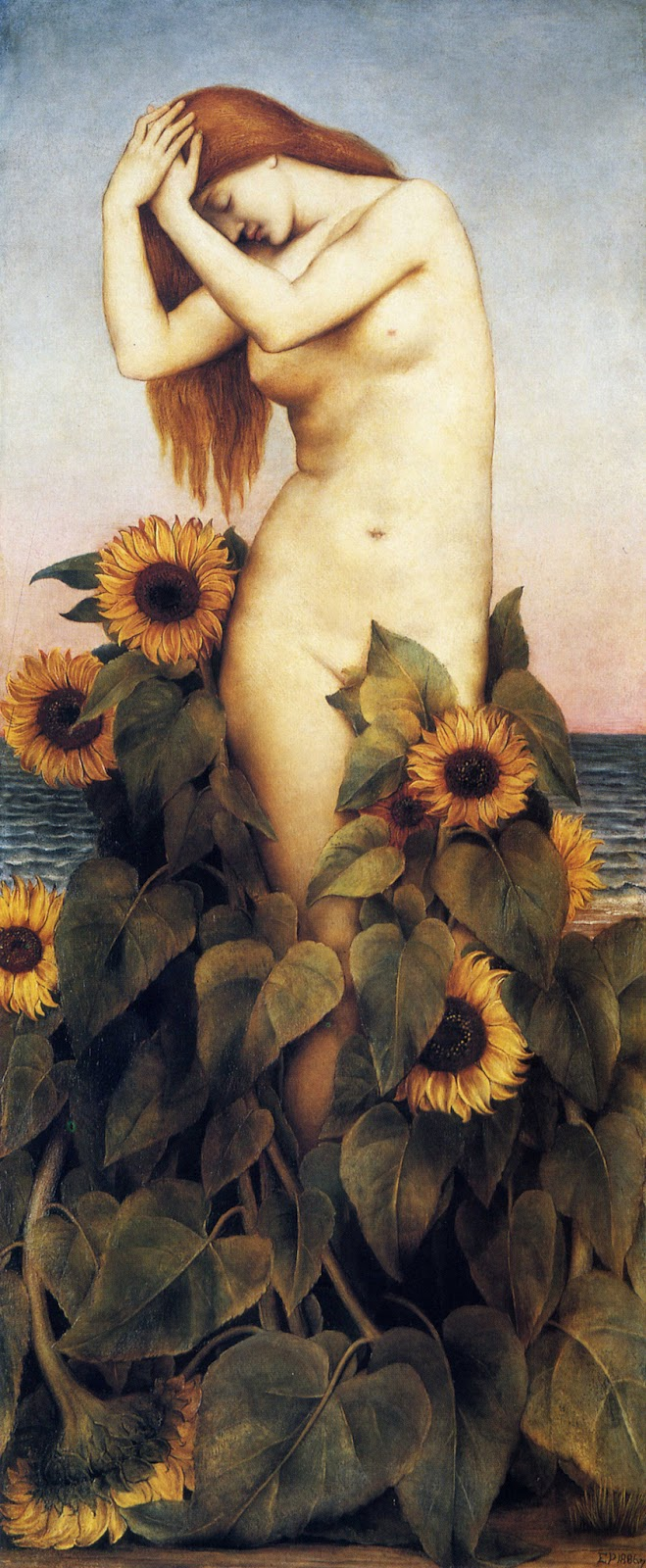
Clytie